# Joachim Nagel
Joachim Nagel (Karlsruhe, 31 maggio 1966) è un economista tedesco, dal 1º gennaio 2022 Presidente della Deutsche Bundesbank.
Dal 2020 membro della direzione della Banca dei regolamenti internazionali, dopo essere stato membro del Comitato esecutivo della Deutsche Bundesbank dal 2010 al 2016 e poi membro del Comitato esecutivo di KfW Group dal 2017 al 2020.

## Biografia
Dopo essersi diplomato al liceo Otto-Hahn-Gymnasium Karlsruhe, Joachim Nagel ha studiato economia all'Università di Karlsruhe (ora Karlsruhe Institute of Technology, KIT), laureandosi nel 1991. Quindi è stato assistente di ricerca all'università, interrotta da un'attività di consulente per la politica economica e finanziaria presso il dirigente del partito SPD a Bonn dal marzo all'ottobre 1994. Nel 1997 ha ottenuto il Dottorato. Nel 1998, ha condotto ricerche nell'ambito di un progetto di ricerca presso la SEW-EurodriveFoundation di Washington, D.C.
Nel 1999, Nagel si trasferì alla Bundesbank, inizialmente come capo dell'ufficio dell'allora Landeszentralbank a Brema, Bassa Sassonia e Sassonia-Anhalt ad Hannover. Dal 2003 lavora presso la sede della Bundesbank a Francoforte sul Meno. Nel 2008 è diventato responsabile della Divisione Mercati Centrali. Nel dicembre 2010, ha sostituito Thilo Sarrazin, che si era dimesso, nel comitato esecutivo della Deutsche Bundesbank. Si è dimesso dal Comitato esecutivo della Deutsche Bundesbank il 30 aprile 2016.
Il 1º novembre 2016 è entrato a far parte di KfW Group come Chief Representative. Dal 2017 al 2020, Nagel è stato membro del Comitato Esecutivo di KfW Group, dove è stato responsabile delle attività internazionali.  Allo stesso tempo, è stato presidente del Consiglio di Sorveglianza di KfW IPEX-Bank e primo vice presidente del Consiglio di Sorveglianza di DEG Deutsche Investitions- und Entwicklungsgesellschaft.
Dal 2018 al 2020 è stato anche membro del Consiglio di Sorveglianza di Deutsche Börse AG.
Il 1º novembre 2020 Nagel è diventato membro della direzione della Banca dei regolamenti internazionali in qualità di vice capo della divisione bancaria.  Il 20 dicembre 2021 è stata annunciata la sua nomina a successore di Jens Weidmann alla presidenza della Deutsche Bundesbank.

## Vita privata
Joachim Nagel è sposato e ha due figli. È membro della SPD.